# Коринский монастырь

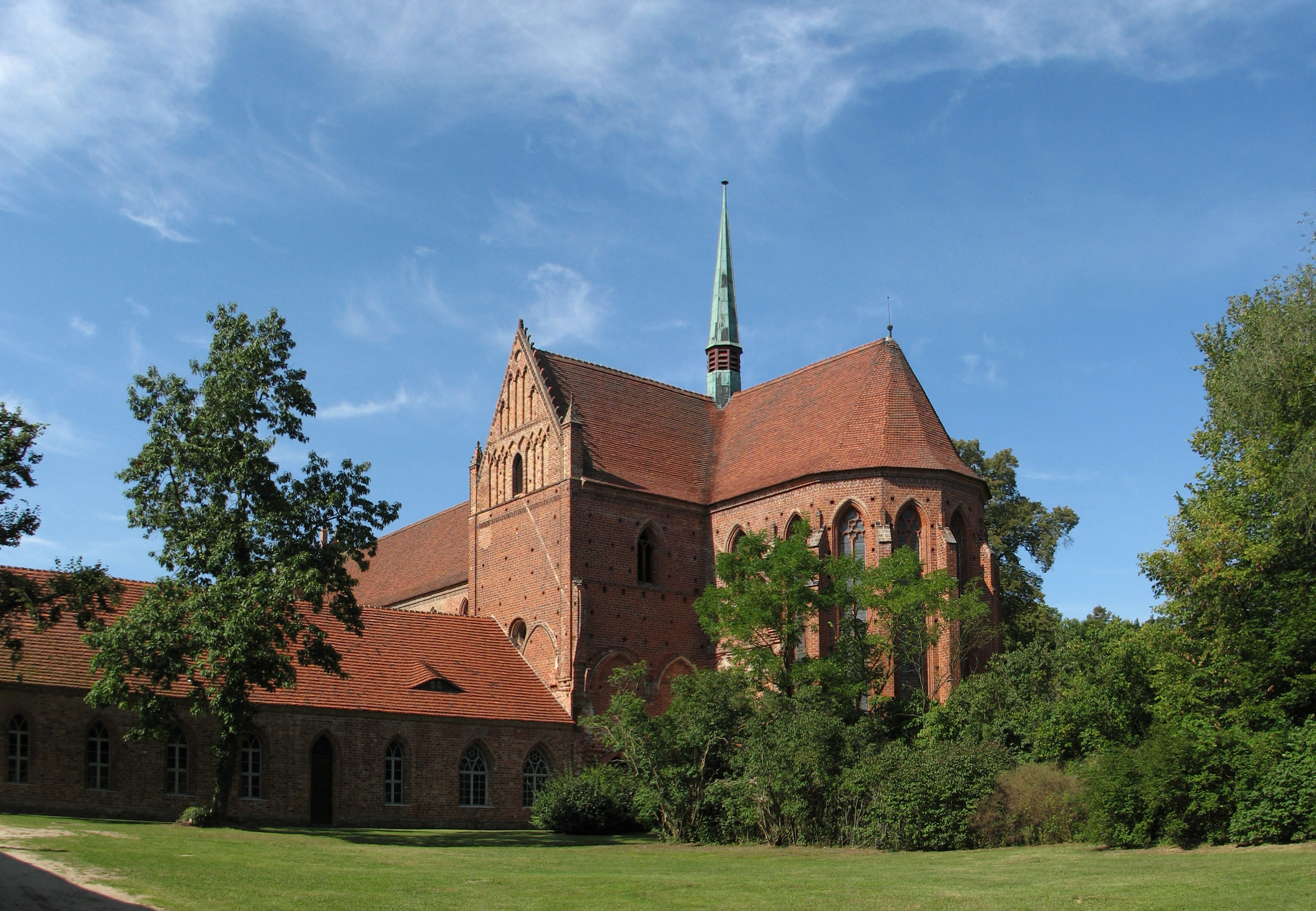
Коринский монастырь

Ко́ринский монастырь (нем. Kloster Chorin) — бывшее цистерцианское аббатство недалеко от местечка Корин в 6 км к северу от Эберсвальде в Барниме в федеральной земле Бранденбург. Монастырь был основан в 1258 году бранденбургскими маркграфами под названием Мариензее и секуляризирован в 1542 году. Аббатство находилось на границе владений Асканиев и земель полабских славян. Яркий образец кирпичной готики, монастырь является сегодня памятником архитектуры и местом проведения культурных мероприятий, в частности, ежегодного фестиваля «Коринское музыкальное лето», который проводится с 1964 года.
По одной из версий, название Корин имеет славянское происхождение и родственно слову «хворый».
В отличие от латинизированного написания, произношение «корин» соответствует славянскому «корень» (укр. «корінь»), идентичные названия селений на славянских территориях сохранились и по сей день.